# Saint-Magne-de-Castillon
Saint-Magne-de-Castillon est une commune du Sud-Ouest de la France, située dans le département de la Gironde (région Nouvelle-Aquitaine).

## Géographie

### Localisation
Commune située sur la D 936 entre Branne et Castillon-la-Bataille. Elle fait partie de l'unité urbaine de Castillon-la-Bataille.

### Communes limitrophes
Les communes limitrophes sont Saint-Pey-de-Castets, Belvès-de-Castillon, Castillon-la-Bataille, Civrac-sur-Dordogne, Mouliets-et-Villemartin, Sainte-Colombe, Saint-Étienne-de-Lisse, Saint-Pey-d'Armens et Sainte-Terre.
| Saint-Étienne-de-Lisse | Sainte-Colombe           | Belvès-de-Castillon                           |
| Saint-Pey-d'Armens     | Saint-Magne-de-Castillon | Castillon-la-Bataille                         |
| Sainte-Terre           | Civrac-sur-Dordogne      | Mouliets-et-Villemartin, Saint-Pey-de-Castets |

### Climat
Pour des articles plus généraux, voir Climat de la Nouvelle-Aquitaine et Climat de la Gironde.
Historiquement, la commune est exposée à un climat océanique aquitain.  
En 2020, Météo-France publie une typologie des climats de la France métropolitaine dans laquelle la commune est exposée à un climat océanique et est dans la région climatique  Aquitaine, Gascogne, caractérisée par une pluviométrie abondante au printemps, modérée en automne, un faible ensoleillement au printemps, un été chaud (19,5 °C), des vents faibles, des brouillards fréquents en automne et en hiver et des orages fréquents en été (15 à 20 jours).
Pour la période 1971-2000, la température annuelle moyenne est de 12,8 °C, avec une amplitude thermique annuelle de 15 °C. Le cumul annuel moyen de précipitations est de 835 mm, avec 11,9 jours de précipitations en janvier et 6,7 jours en juillet. Pour la période 1991-2020, la température moyenne annuelle observée sur la station météorologique la plus proche, située sur la commune de Saint-Émilion à 8 km à vol d'oiseau, est de 13,9 °C et le cumul annuel moyen de précipitations est de 798,1 mm,. Pour l'avenir, les paramètres climatiques de la commune estimés pour 2050 selon différents scénarios d’émission de gaz à effet de serre sont consultables sur un site dédié publié par Météo-France en novembre 2022.

### Milieux naturels et biodiversité

#### Natura 2000
La Dordogne est un site du réseau Natura 2000 limité aux départements de la Dordogne et de la Gironde, et qui concerne les 104 communes riveraines de la Dordogne, dont Saint-Magne-de-Castillon,. Seize espèces animales et une espèce végétale inscrites à l'annexe II de la directive 92/43/CEE de l'Union européenne y ont été répertoriées.

#### ZNIEFF
Saint-Magne-de-Castillon fait partie des 102 communes concernées par la zone naturelle d'intérêt écologique, faunistique et floristique (ZNIEFF) de type II « La Dordogne »,, dans laquelle ont été répertoriées huit espèces animales déterminantes et cinquante-sept espèces végétales déterminantes, ainsi que quarante-trois autres espèces animales et trente-neuf autres espèces végétales.

## Urbanisme

### Typologie
Au 1er janvier 2024, Saint-Magne-de-Castillon est catégorisée commune rurale à habitat dispersé, selon la nouvelle grille communale de densité à sept niveaux définie par l'Insee en 2022.
Elle appartient à l'unité urbaine de Castillon-la-Bataille, une agglomération inter-départementale regroupant quatre  communes, dont elle est ville-centre,,. La commune est en outre hors attraction des villes,.

### Occupation des sols

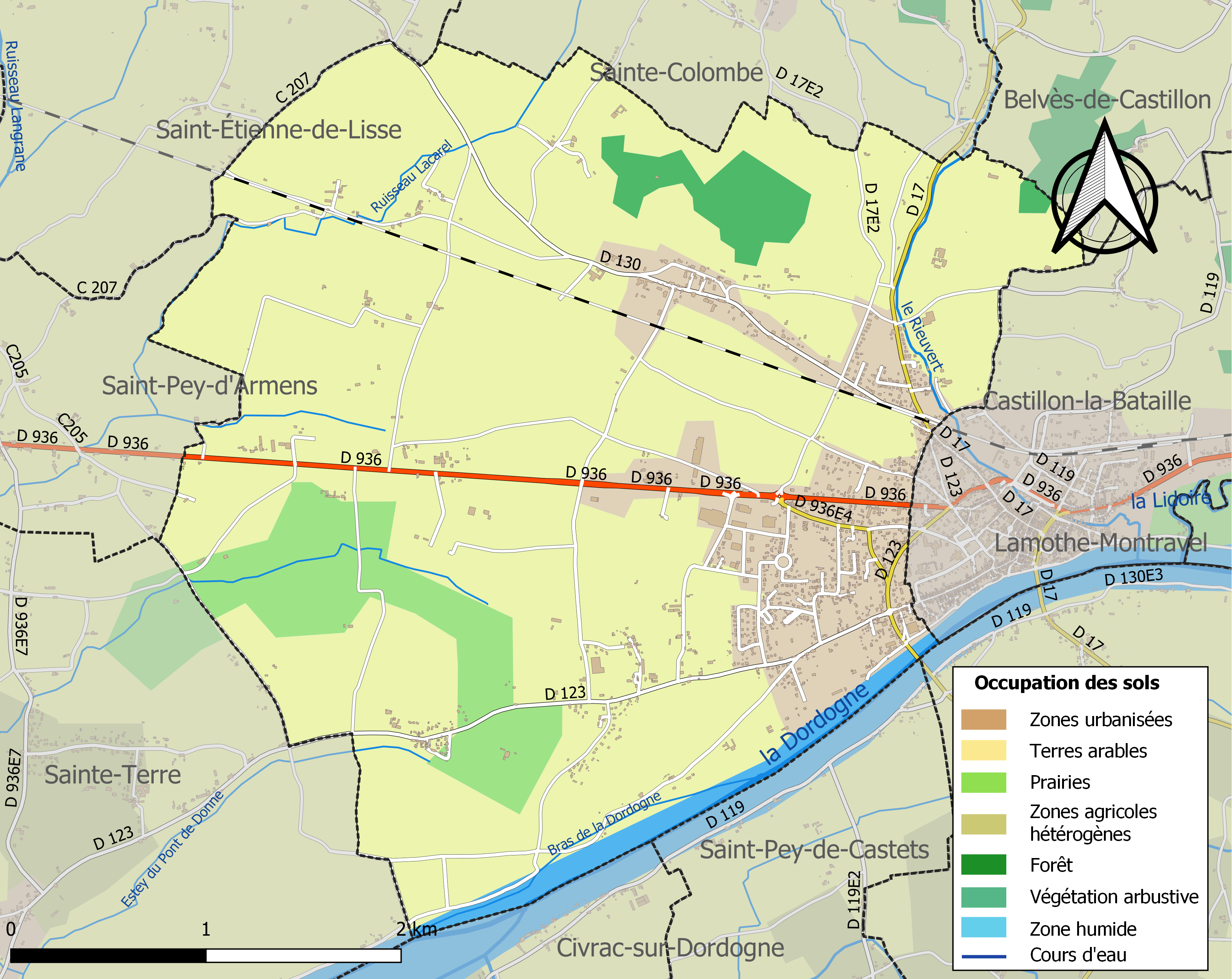
Carte des infrastructures et de l'occupation des sols de la commune en 2018 (CLC).

L'occupation des sols de la commune, telle qu'elle ressort de la base de données européenne d’occupation biophysique des sols Corine Land Cover (CLC), est marquée par l'importance des territoires agricoles (82,6 % en 2018), en diminution par rapport à 1990 (87,3 %). La répartition détaillée en 2018 est la suivante : 
cultures permanentes (69,4 %), zones urbanisées (10,5 %), prairies (7,2 %), terres arables (6 %), forêts (2,4 %), zones industrielles ou commerciales et réseaux de communication (2,3 %), eaux continentales (2,2 %). L'évolution de l’occupation des sols de la commune et de ses infrastructures peut être observée sur les différentes représentations cartographiques du territoire : la carte de Cassini (XVIIIe siècle), la carte d'état-major (1820-1866) et les cartes ou photos aériennes de l'IGN pour la période actuelle (1950 à aujourd'hui).

### Risques majeurs
Le territoire de la commune de Saint-Magne-de-Castillon est vulnérable à différents aléas naturels : météorologiques (tempête, orage, neige, grand froid, canicule ou sécheresse), inondations, mouvements de terrains et séisme (sismicité très faible). Il est également exposé à un risque technologique, la rupture d'un barrage. Un site publié par le BRGM permet d'évaluer simplement et rapidement les risques d'un bien localisé soit par son adresse soit par le numéro de sa parcelle.

#### Risques naturels
Certaines parties du territoire communal sont susceptibles d’être affectées par le risque d’inondation par débordement de cours d'eau, notamment la Dordogne. La commune a été reconnue en état de catastrophe naturelle au titre des dommages causés par les inondations et coulées de boue survenues en 1982, 1983, 1991, 1992, 1999, 2005 et 2009,.
Les mouvements de terrains susceptibles de se produire sur la commune sont des tassements différentiels.

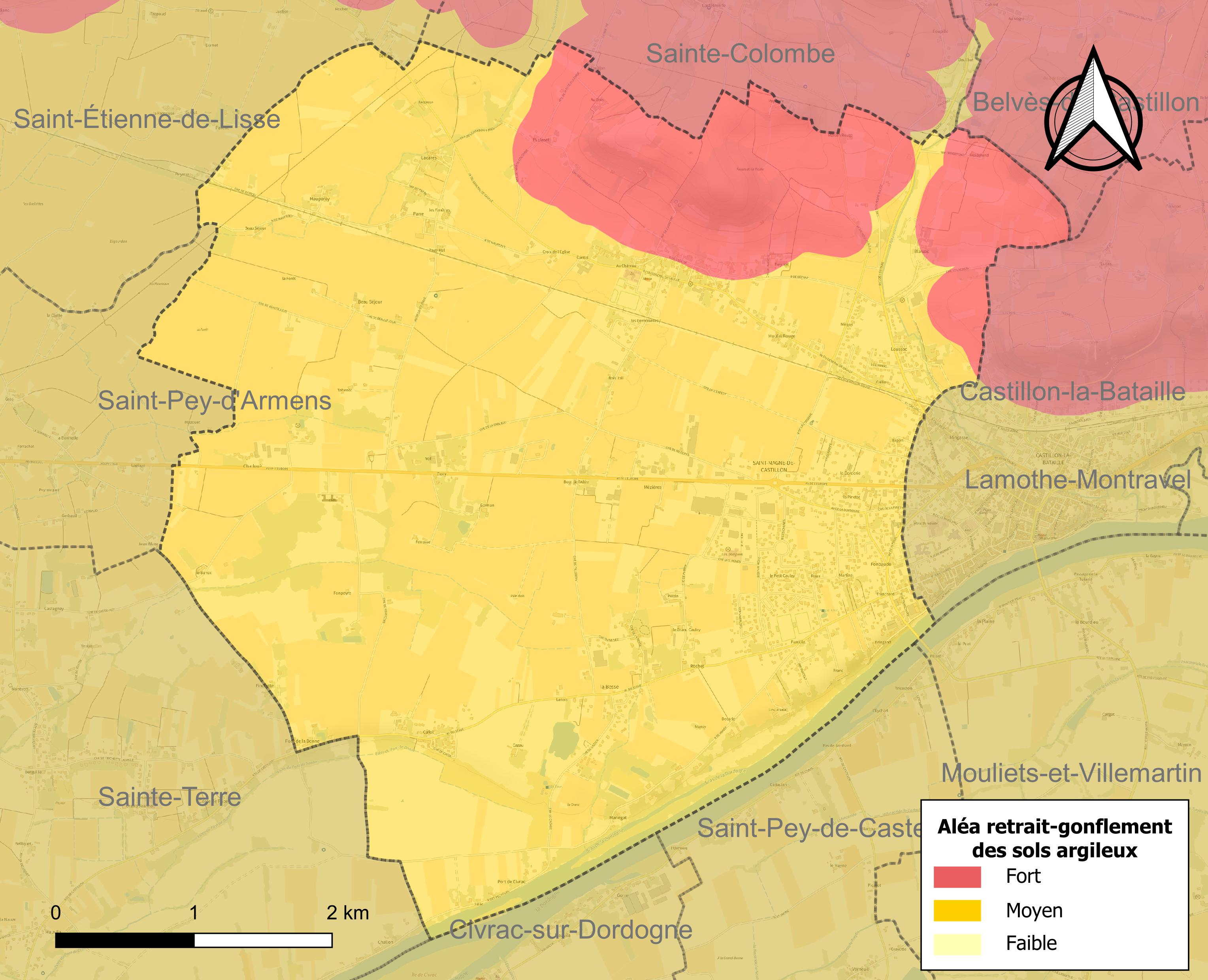
Carte des zones d'aléa retrait-gonflement des sols argileux de Saint-Magne-de-Castillon.

Le retrait-gonflement des sols argileux est susceptible d'engendrer des dommages importants aux bâtiments en cas d’alternance de périodes de sécheresse et de pluie. La totalité de la commune est en aléa moyen ou fort (67,4 % au niveau départemental et 48,5 % au niveau national). Sur les 984 bâtiments dénombrés sur la commune en 2019,  984 sont en aléa moyen ou fort, soit 100 %, à comparer aux 84 % au niveau départemental et 54 % au niveau national. Une cartographie de l'exposition du territoire national au retrait gonflement des sols argileux est disponible sur le site du BRGM,.
Concernant les mouvements de terrains, la commune a été reconnue en état de catastrophe naturelle au titre des dommages causés par la sécheresse en 1989 et par des mouvements de terrain en 1999.

#### Risques technologiques
La commune est en outre située en aval du  barrage de Bort-les-Orgues, un ouvrage sur la Dordogne de classe A soumis à PPI, disposant d'une retenue de 477 millions de mètres cubes. À ce titre elle est susceptible d’être touchée par l’onde de submersion consécutive à la rupture de cet ouvrage.

## Politique et administration

### Liste des maires
| Période                                  | Période                  | Identité                    | Étiquette    | Qualité                                           |
| ---------------------------------------- | ------------------------ | --------------------------- | ------------ | ------------------------------------------------- |
| octobre 1947                             | mars 1989                | Jean-Abel Faure (1915-2002) |              | Viticulteur, maire honoraire                      |
| mars 1989                                | février 1992 (démission) | Daniel Guérin               |              | Horticulteur                                      |
| février 1992                             | En cours                 | Jean-Claude Delongeas       | CNI puis DVD | Retraité Vice-président de la CC Castillon-Pujols |
| Les données manquantes sont à compléter. |                          |                             |              |                                                   |

## Démographie
L'évolution du nombre d'habitants est connue à travers les recensements de la population effectués dans la commune depuis 1793. Pour les communes de moins de 10 000 habitants, une enquête de recensement portant sur toute la population est réalisée tous les cinq ans, les populations de référence des années intermédiaires étant quant à elles estimées par interpolation ou extrapolation. Pour la commune, le premier recensement exhaustif entrant dans le cadre du nouveau dispositif a été réalisé en 2006.

En 2022, la commune comptait 2 149 habitants, en évolution de +8,04 % par rapport à 2016 (Gironde : +6,91 %, France hors Mayotte : +2,11 %).
| 1793  | 1800  | 1806  | 1821  | 1831  | 1836  | 1841  | 1846  | 1851  |
| ----- | ----- | ----- | ----- | ----- | ----- | ----- | ----- | ----- |
| 1 264 | 1 261 | 1 147 | 1 200 | 1 247 | 1 167 | 1 192 | 1 172 | 1 186 |

| 1856  | 1861  | 1866  | 1872  | 1876  | 1881  | 1886  | 1891  | 1896  |
| ----- | ----- | ----- | ----- | ----- | ----- | ----- | ----- | ----- |
| 1 193 | 1 249 | 1 226 | 1 200 | 1 168 | 1 146 | 1 135 | 1 138 | 1 104 |

| 1901  | 1906  | 1911  | 1921  | 1926  | 1931  | 1936  | 1946  | 1954  |
| ----- | ----- | ----- | ----- | ----- | ----- | ----- | ----- | ----- |
| 1 087 | 1 130 | 1 061 | 1 016 | 1 052 | 1 087 | 1 135 | 1 111 | 1 143 |

| 1962  | 1968  | 1975  | 1982  | 1990  | 1999  | 2006  | 2011  | 2016  |
| ----- | ----- | ----- | ----- | ----- | ----- | ----- | ----- | ----- |
| 1 194 | 1 275 | 1 455 | 1 531 | 1 640 | 1 757 | 1 778 | 1 903 | 1 989 |

| 2021  | 2022  | - | - | - | - | - | - | - |
| ----- | ----- | - | - | - | - | - | - | - |
| 2 090 | 2 149 | - | - | - | - | - | - | - |

## Lieux et monuments
- Église Saint-Magne de Saint-Magne-de-Castillon. L'édifice a été inscrit au titre des monuments historique en 1925[37].

## Personnalités liées à la commune
- Jérôme Pétion de Villeneuve, avocat et révolutionnaire français né à Chartres en 1736, mort dans la commune de Saint-Magne-de-Castillon le 18 juin 1794.
- François Buzot, avocat et révolutionnaire français né à Évreux en 1760, mort dans la commune de Saint-Magne-de-Castillon le 18 juin 1794.
- Lieutenant André Fourié, né le 3 septembre 1927 à Saint-Magne-de-Castillon, tombé lors de la bataille de Diên Biên Phu le 13 décembre 1953.